# Robbie Hart
Robbie Hart (Darlington, Durham megye, 1947. október 9. –) angol nemzeti labdarúgó-játékvezető.

## Pályafutása
Ellenőreinek, sportvezetőinek javaslatára 1978-1986 között az országos partbírói keret tagja, 1986-1992 között országos játékvezető, 1992-1997 között a Premier Liga hivatalnoka. Az aktív nemzeti játékvezetéstől 1997-ben búcsúzott.
Angol ligakupa
1996-ban a FA JB megbízta a kupadöntő koordinálásával.
| Időpont           | Helyszín                | Mérkőzés típusa | Mérkőzés                    | Eredmény | Nézők száma |
| ----------------- | ----------------------- | --------------- | --------------------------- | -------- | ----------- |
| 1996. március 24. | Wembley Stadion, London | döntő           | Aston Villa–Leeds United FC | 1 : 1    | 77 065      |